# Belmont (Californie)
Pour les articles homonymes, voir Belmont.
Belmont est une municipalité située dans le comté de San Mateo, en Californie, aux États-Unis. Lors du recensement de 2010, sa population s’élevait à 25 835 habitants. Belmont est une petite banlieue de la baie de San Francisco.

## Géographie
Selon le bureau du recensement des États-Unis, Belmont a une superficie totale de 11,992 km2, dont 11,970 km2 de terre et 0,022 km2 d'eau ( %).

## Éducation
À Belmont se trouve l'université Notre-Dame-de-Namur, une université privée catholique.

## Restrictions sur le tabagisme
La ville de Belmont est connue dans le monde pour ses restrictions sur le tabagisme : on ne peut y fumer que dans sa voiture, chez soi si l'habitation est une maison particulière et non dans un immeuble, et à l’extérieur à condition d’être à plus de 6,6 m de la prochaine fenêtre ou porte de bâtiment. 

## Démographie
| 1880 | 1930 | 1940  | 1950  | 1960   | 1970   |
| ---- | ---- | ----- | ----- | ------ | ------ |
| 202  | 984  | 1 229 | 5 567 | 15 996 | 23 538 |

| 1980   | 1990   | 2000   | 2010   | - | - |
| ------ | ------ | ------ | ------ | - | - |
| 24 505 | 24 127 | 25 123 | 25 835 | - | - |

## Jumelage
- Namur (Belgique)
- Belmont (Massachusetts)  (États-Unis)